# 송옥주
송옥주(宋玉珠, 1965년 12월 20일~)는 대한민국의 정치인이며, 제20·21·22대 국회의원이다.

## 경력
- 1996년 7월: 새정치국민회의 기획조정국 부장
- 2006년~2007년: 열린우리당 여성국장
- 2008년~2011년: 민주당 여성국장
- 2008년~2011년 : 민주당 경기도당 화성시 갑 지역위원회 위원장
- 2011년~2012년: 국회 정책연구위원
- 2012년~2015년: 민주통합당 교육연수국장
- 2015년~2016년: 더불어민주당 홍보국장
- 2016년 4월 13일: 대한민국 제20대 국회의원 선거 당선(비례대표, 더불어민주당, 초선)
- 2016년 5월~2016년 8월: 더불어민주당 대변인
- 2017년 3월~: 더불어민주당 중앙당 공직선거후보자추천관리위원회 위원
- 2017년 4월~: 더불어민주당 전국직능대표자회 제3분과 위원
- 2017년 4월~2018년 9. 더불어민주당 미세먼지대책특별위원회 위원장
- 2017년 5월~2018년 5. 더불어민주당 원내부대표(민생)
- 2018년 10월~2019년 5. 더불어민주당 정책위원회 부의장
- 2019년 6월~: 더불어민주당 경기도당 화성시 갑 지역위원회 위원장
- 2020년 4월 15일: 대한민국 제21대 국회의원 선거 당선(경기 화성시 갑, 더불어민주당, 재선)
- 2020년 9월~2021년 1월: 더불어민주당 중앙당 선거관리위원회 부위원장
- 2021년 1월~2021년 4월: 더불어민주당 중앙당 선거관리위원회 위원
- 2021년 4월~2021년 5월: 더불어민주당 중앙당 선거관리위원회 부위원장
- 2021년 5월~: 더불어민주당 반도체기술특별위원회 고문
- 한국여성의정 감사
- 2022년 9월~: 더불어민주당 여성정치참여확대위원회 위원장
- 2023년 2월~: 더불어민주당 기본사회위원회 부위원장
- 2024년 4월 10일: 대한민국 제22대 국회의원 선거 당선(경기 화성시 갑, 더불어민주당, 3선)[1]
- 2025년 4월~: 더불어민주당 중앙위원회 부의장

### 의정 활동
- 2016년 5월 30일~2020년 5월 29일: 제20대 국회의원(비례대표, 더불어민주당, 초선)
  - 2016년 6월~2018년 5월: 제20대 국회 전반기 환경노동위원회 위원
  - 2016년 6월~2018년 5월: 제20대 국회 전반기 윤리특별위원회 위원
  - 2017년 3월~2017년 7월: 제20대 국회 정치발전특별위원회 위원
  - 2017년 5월~2018년 5월: 제20대 국회 전반기 운영위원회 위원
  - 2017년 12월~2018년 5월: 제20대 국회 미세먼지 대책 특별위원회 위원
  - 2018년 7월~2020년 5월: 제20대 국회 후반기 환경노동위원회 위원
  - 2018년 7월~2020년 5월: 제20대 국회 후반기 여성가족위원회 위원
  - 2018년 7월~2019년 5월: 제20대 국회 후반기 예산결산특별위원회 위원
  - 2019년 7월~2019년 8월: 제20대 국회 후반기 예산결산특별위원회 위원
- 2020년 5월 30일~2024년 5월 29일: 제21대 국회의원(경기 화성시 갑, 더불어민주당, 재선)
  - 2020년 6월~2021년 8월: 제21대 국회 전반기 환경노동위원회 위원장
  - 2020년 6월~2022년 5월: 제21대 국회 전반기 예산결산특별위원회 위원
  - 2020년 7월~2024년 5월: 모빌리티 포럼 구성의원
  - 2021년 8월~2022년 5월: 제21대 국회 전반기 여성가족위원회 위원장
  - 2021년 8월~2022년 5월: 제21대 국회 전반기 환경노동위원회 위원
  - 2022년 7월~2024년 5월: 제21대 국회 후반기 국방위원회 위원
  - 2022년 8월~2024년 5월: 제21대 국회 연금개혁 특별위원회 위원
  - 2022년 12월~2024년 5월: 제21대 국회 윤리특별위원회 위원
- 2024년 5월 30일~: 제22대 국회의원(경기 화성시 갑, 더불어민주당, 3선)[1]
  - 2024년 6월~: 제22대 국회 전반기 농림축산식품해양수산위원회 위원

## 학력
- 1978 매산국민학교 졸업
- 1981 매향여자중학교 졸업
- 1984 수원여자고등학교 졸업
- 1988 연세대학교 신문방송학 학사
- 2000 연세대학교 행정대학원 지방자치도시행정전공 석사

## 역대 선거 결과
|  | 25.31% |

|  | 36.45% |

|  | 25.54% |

|  | 49.65% |

|  | 55.88% |

## 소속 정당
| 소속 정당 | 소속 정당      | 소속 기간 | 비고           |
| --------- | -------------- | --------- | -------------- |
|           | 새정치국민회의 | 1995~2000 | 창당 정계 입문 |
|           | 새천년민주당   | 2000~2003 | 합당           |
|           | 무소속         | 2003      | 탈당           |
|           | 열린우리당     | 2003~2007 | 창당           |
|           | 대통합민주신당 | 2007~2008 | 합당           |
|           | 통합민주당     | 2008      | 합당           |
|           | 민주당         | 2008~2011 | 당명 변경      |
|           | 민주통합당     | 2011~2013 | 합당           |
|           | 민주당         | 2013~2014 | 당명 변경      |
|           | 새정치민주연합 | 2014~2015 | 합당           |
|           | 더불어민주당   | 2015~현재 | 당명 변경      |

## 같이 보기
- 대한민국 제20대 국회의원 선거 더불어민주당 후보 목록#비례대표
- 화성시 갑
- 화성시의 국회의원